# Shelly (Lollapalooza)
Shelly (Lollapalooza) is een nummer van de Nederlandse singer-songwriter Oliver Pesch uit 2022. Het is de eerste single van zijn debuutalbum Kid with the Dice.
"Shelly (Lollapalooza)" is een nummer met een Westcoast Amerikaanse sfeer dat doet denken aan de jaren '70. Het nummer gaat over een man die van zijn depressie af probeert te komen door naar het strand te gaan. Hier ontmoet hij een aantrekkelijke vrouw genaamd Shelly. Zijn depressie belemmert hem echter om voor haar te gaan. De plaat een kleine hit in Nederland. Het werd NPO Radio 2 TopSong en door diverse radiostations gedraaid. Toch werden de Nederlandse Top 40 of Tipparade niet gehaald; wel bereikte het de 31e positie in de Nationale Airplay Top 50.